# Lili Anna Vindics-Tóth
Lili Anna Vindics-Tóth (* 17. September 1998 in Dombóvár als Lili Anna Tóth) ist eine ungarische Leichtathletin, die im Mittelstrecken- und Hindernislauf an den Start geht.

## Sportliche Laufbahn
Erste internationale Erfahrungen sammelte Lili Anna Vindics-Tóth beim Europäischen Olympischen Jugendfestival (EYOF) 2013 in Utrecht, bei dem sie im 2000-Meter-Hindernislauf in 6:45,45 min die Goldmedaille gewann. Im Jahr darauf nahm sie dann an den Olympischen Jugendspielen in Nanjing teil und gewann dort in 6:31,92 min die Bronzemedaille. 2015 erreichte sie bei den Jugendweltmeisterschaften in Cali in 7:03,25 min Rang elf und 2016 wurde sie bei  den U20-Weltmeisterschaften in Bydgoszcz in 10:04,17 min Zehnten über 3000 Meter Hindernis. Im Jahr darauf gelangte sie bei den U20-Europameisterschaften in Grosseto bis in das Finale, konnte dort aber ihren Lauf nicht beenden. 2019 wurde sie dann bei den U23-Europameisterschaften in Gävle in 10:16,25 min Zehnte. 2021 qualifizierte sie sich über 3000 m Hindernis für die Olympischen Spiele in Tokio, kam dort aber mit 9:30,96 min nicht über die erste Runde hinaus. Im Dezember belegte sie bei den Crosslauf-Europameisterschaften in Dublin in 18:25 min den sechsten Platz in der Mixed-Staffel.
2022 schied sie bei den Europameisterschaften in München mit 10:08,18 min im Vorlauf über 3000 m Hindernis aus und im Jahr darauf wurde sie bei der 2. Liga der Team-Europameisterschaft im Rahmen der Europaspiele in Chorzów in 4:11,87 min Sechste über 1500 Meter. Im August schied sie dann bei den Heimweltmeisterschaften in Budapest mit 4:11,08 min in der ersten Runde über 1500 Meter aus. Im Dezember gelangte sie bei den Crosslauf-Europameisterschaften in Brüssel mit 20:24 min auf den sechsten Platz in der Mixed-Staffel. 2024 kam sie bei den Europameisterschaften in Rom über 5000 Meter nicht ins Ziel und im Jahr darauf verpasste sie bei den Halleneuropameisterschaften in Apeldoorn mit 9:28,22 min den Finaleinzug über 3000 Meter. Im April wurde sie bei den Straßenlauf-Europameisterschaften in Löwen in 33:01 min 34. über 10 km.
2014 wurde Tóth ungarische Meisterin im 800-Meter-Lauf sowie 2016 in der 4-mal-800-Meter-Staffel. 2018 und 2024 siegte sie über 5000 Meter und 2019 im 10.000-Meter-Lauf. 2020 und 2021 siegte sie über 3000 m Hindernis. Zudem wurde sie 2022 und 2025 Hallenmeisterin im 3000-Meter-Lauf.

## Persönliche Bestleistungen
- 800 Meter: 2:07,83 min, 14. Mai 2017 in Szekszárd
  - 800 Meter (Halle): 2:09,13 min, 31. Januar 2021 in Budapest
- 1500 Meter: 4:11,08 min, 18. Juli 2023 in Székesfehérvár
  - 1500 Meter (Halle): 4:19,13 min, 6. Februar 2021 in Budapest
- 3000 Meter: 8:53,62 min, 31. August 2021 in Rovereto
  - 3000 Meter (Halle): 9:05,18 min, 23. Februar 2025 in Nyíregyháza
- 5000 Meter: 15:38,58 min, 18. Juni 2024 in Oslo
- 10.000 Meter: 32:48,54 min, 25. März 2023 in Burjassot
- 10-km-Straßenlauf: 31:56 min, 16. März 2024 in Laredo
- 3000 Meter Hindernis: 9:30,96 min, 1. August 2021 in Tokio